# Sandvikens IF
Sandvikens IF ist ein schwedischer Sportverein aus der Stadt Sandviken. Der Verein teilt sich in zwei Sektionen: Sandvikens IF – Bowling und Sandvikens IF – Fotboll, also einer Bowling- und einer Fußballabteilung.

## Eishockey
Die nicht mehr bestehende Eishockeyabteilung des Klubs nahm in den 1940er Jahren mehrfach an der damals noch im Pokal-Modus ausgetragenen schwedischen Meisterschaft teil. In der Saison 1944/45 trat die Mannschaft zudem in der damals höchsten schwedischen Spielklasse, der Division 1, an.   

## Die Fußballmannschaft
Die Fußballmannschaft von Sandvikens IF kann auf erfolgreiche Zeiten zurückblicken, in denen der Verein sich auch in den oberen Spielklassen behaupten konnte. Der erste Aufstieg in die erste schwedische Fußballliga (Allsvenskan) gelang im Jahr 1929 und man schloss die erste Saison dort mit dem neunten Platz ab. Im folgenden Jahr 1930 stieg man allerdings schon wieder ab. Der nächste Aufstieg in die höchste Spielklasse gelang dann im Jahr 1932 und Sandvikens IF konnte sich für 12 Jahre in der Liga behaupten, bevor man 1944 wieder abstieg. Im Jahre 1953 gelang der erneute Aufstieg, doch man kehrte sofort zurück in die zweite Liga. Die bis jetzt letzte Periode, die Sandvikens IF in der Allsvenskan spielte, dauerte sechs Jahre; von 1956 bis 1961. Heute spielt der Verein in der drittklassigen Division 1 Norra. 
In der ewigen Tabelle der Allsvenskan belegt Sandvikens IF dank der absolvierten 21 Spielzeiten Rang 16, in der zweiten Liga verbrachte der Verein 35 Spielzeiten und belegt in der ewigen Tabelle dieser Spielklasse Rang 9. 